# Hollywood Steps Out
Hollywood Steps Out é um curta de animação de 1941, da Merrie Melodies, da Warner Bros., dirigido por Tex Avery. O desenho animado apresenta caricaturas de Cary Grant, Clark Gable, Wallace Beery, Bing Crosby, Greta Garbo e Groucho Marx.

## Enredo
Uma vista aérea de Los Angeles é mostrada com holofotes movendo-se a uma batida de conga . A ação acontece na famosa boate de Ciro, onde as estrelas de Hollywood estão jantando a US $ 50 (US$ 869 aproximadamente nos valores atuais) por um prato e "termos fáceis". As primeiras estrelas vistas são Claudette Colbert, Don Ameche e, em uma mesa atrás delas, Adolphe Menjou e Norma Shearer, seguidas por Cary Grant, sentadas sozinhas. As primeiras falas de Grant fazem referência aos filmes Minha esposa favorita, A terrível verdade e Sua garota na sexta-feira (originalmente intitulada The Front Page). Greta Garbo aparece como uma garota de cigarro e acende um fósforo para Grant em seus pés notoriamente grandes. Na cena seguinte, Edward G. Robinson pergunta a Ann Sheridan: "Como está a garota Oomph esta noite?" Sheridan, então conhecida como a "Oomph Girl", responde proferindo a palavra "Oomph" várias vezes.
A câmera passa por várias outras mesas: Henry Binder e Leon Schlesinger, funcionários da Warner Bros., aparecem como uma piada, enquanto a trilha sonora cita "Merfully We Roll Along"  - o tema da série Merrie Melodies. Um assento é reservado para Bette Davis, assim como um grande sofá para a rotunda Kate Smith; finalmente, o elenco de Blondie foi convidado, incluindo um hidrante para Daisy, a cachorra. Enquanto isso, no vestiário, Johnny Weissmuller verifica um casaco com Paulette Goddard que revela sua roupa de Tarzan, com a adição única de uma gola de smoking e gravata borboleta preta. Sally Rand (famosa por seus atos de strip-tease), deixa para trás sua marca registrada de "fãs" e está presumivelmente nua.
Na cena seguinte, James Cagney prepara Humphrey Bogart e George Raft - todos conhecidos por seus papéis de "durões" - para uma tarefa arriscada. Eles se preparam, viram e começam a lançar moedas de um centavo para criança. Harpo Marx acende fósforos sob o pé de Garbo, mas, de acordo com seu estilo de atuação moderado, ela responde apenas com um "Ai" casual. Então Clark Gable (conhecido por perseguir mulheres) vira a cabeça 180 graus para observar uma garota bonita a quem ele segue fora da tela.
O mestre de cerimônias Bing Crosby apresenta o entretenimento da noite, interrompido frequentemente por um cavalo de corrida muito afetuoso com um jóquei aparentemente inconsciente (uma referência ao gosto de Crosby por corridas de cavalos). Crosby apresenta Leopold Stokowski, que veste uma armadilha enquanto se prepara para o que promete ser uma performance orquestral séria — no entanto, a música é "Ahí, viene la conga " e ele dança ao ritmo.
A conga inspira Dorothy Lamour a convidar James Stewart para dançar com ela. Stewart, conhecido por interpretar papéis de "cara tímido", gagueja, gagueja e, finalmente, foge assustado, deixando para trás uma placa com a inscrição "Sr. Smith vai a Washington" . Gable dança, seguindo a garota que ele viu antes. Tyrone Power dança com a notável patinadora Sonja Henie. O monstro de Frankenstein dança rigidamente. Os Três Patetas se cutucam e se esmagam no ritmo da batida. O parceiro de dança de Oliver Hardy é revelado como sendo duas mulheres, inicialmente escondidas por seu corpo obeso. Cesar Romero dança com Rita Hayworth; considerados dois dos melhores dançarinos de tela grande da época, eles dançam desajeitadamente.
Mickey Rooney, sentado com Judy Garland, recebe uma conta cara. Um episódio da série de filmes de Andy Hardy começa quando Rooney pede a seu "pai", juiz Hardy (Lewis Stone), um favor. Na cena seguinte, eles são vistos lavando a louça ao ritmo da conga.
Gable, ainda seguindo a garota, deixa de lado a plateia: "Não vá embora pessoal, isso deve ser bom!" Crosby então apresenta a "atração principal da noite: "Sally Rand (identificada como "Sally Strand") realizando a dança da bolha em "I'm Forever Blowing Bubbles". Crosby aponta para uma área do palco fora da tela, onde a câmera muda para uma área apagada e Rand parada e segurando uma grande bolha branca na frente de seu corpo presumivelmente nua a partir de um tiro no escuro. Uma luz acende e brilha sobre ela, e a câmera aproxima, onde vemos Rand piscar duas vezes antes de fazer sinal para dançar. Durante a sequência de dança, a câmera alterna entre as reações dos homens e a dança de Strand. Todas as fotos em Rand mostram ela andando de um lado para o outro no palco carregando e dançando com sua bolha. Kay Kyser, em seu personagem "Ol 'Perfessor", grita: "Alunos!" ao qual um grupo de homens assobia em uníssono e exclama "Baby!" Eles são William Powell, Spencer Tracy, Ronald Colman, Errol Flynn, Wallace Beery e C. Aubrey Smith. Peter Lorre afirma enigmaticamente: "Não vejo uma bolha tão bonita desde criança", possivelmente em referência ao seu papel no cinema como assassino infantil em M. Henry Fonda está gostando do ato até ser afastado por Alice Aldrich, da The Aldrich Family, dizendo "Heneeeeeee!" J. Edgar Hoover então diz "Gee!" várias vezes como um trocadilho em sua posição como um homem-G. Boris Karloff, Arthur Treacher, Buster Keaton, e Mischa Auer assistem a ação em sua típica inexpressiva maneira até que Ned Sparks, outro filme famoso "grouch", pergunta se eles estão tendo um bom tempo; eles respondem em uníssono com um conciso "Sim". Jerry Colonna está muito empolgado e pronuncia seu slogan "Adivinha quem?", No qual a câmera revela um personagem invisível ao seu lado: "Yehudi!" ("Who is Yehudi?" Foi o famoso slogan de Colonna, referindo-se ao violinista Yehudi Menuhin).

"Strand" joga sua bolha no ar e a pega no caminho de volta, excitando a plateia. Agora que Strand está parada no palco, isso permite a Harpo Marx, que estava escondido debaixo de uma mesa, a oportunidade perfeita e um momento mais fácil para disparar sua bolha com o estilingue. A bolha explode quando o projétil o atinge, e Sally reage com choque ao revelar um cano embaixo. Enquanto isso, Gable finalmente pegou a garota que ele estava perseguindo, insistindo que ela o beijasse. "Ela" acaba sendo Groucho Marx, e diz: "Bem, que bom te encontrar aqui!"

## Elenco
- Kent Rogers - Mickey Rooney, James Cagney, James Stewart, Kay Kyser, J. Edgar Hoover, Henry Fonda, Cary Grant, Edward G. Robinson, Clark Gable, Bing Crosby, Lewis Stone, Ned Sparks, Peter Lorre e Groucho Marx[3][4]
- Mel Blanc - Jerry Colonna
- Sara Berner - Greta Garbo, Ann Sheridan, Paulette Goddard, Dorothy Lamour e Mãe de Henry Fonda